# Ikuo Takahara
Ikuo Takahara (* 14. říjen 1957) je bývalý japonský fotbalista.

## Klubová kariéra
Hrával za Mitsubishi Motors.

## Reprezentační kariéra
Ikuo Takahara odehrál za japonský národní tým v roce 1980 celkem 4 reprezentační utkání.

## Statistiky
| Japonsko | Japonsko | Japonsko |
| Roky     | Záp.     | Góly     |
| -------- | -------- | -------- |
| 1980     | 4        | 2        |
| Celkem   | 4        | 2        |